# 273
Năm 273 là một năm trong lịch Julius. 